# Jakob Gapp
Jakob Gapp né le 26 juillet 1897 et mort le 13 août 1943) est un prêtre marianiste et martyr, guillotiné par les nazis en 1943. Il est béatifié par Jean-Paul II le 24 novembre 1996.

## Vie religieuse
Jakob Gapp naît en 1897 à Wattens dans le Tyrol autrichien, dernier d'une famille ouvrière de sept enfants.
En 1915, il s'engage dans l'infanterie et sera blessé sur le front italien et décoré. Fait prisonnier, il ne sera libéré qu'en 1919.
Le 13 août 1920 il intègre le noviciat des marianistes et le 27 août 1925 prononce ses vœux définitifs en France, à Antony, dans la chapelle de la Maison Saint-Jean. Il fut ensuite envoyé au séminaire marianiste international de Fribourg (Suisse) où il sera ordonné prêtre, le 5 avril 1930.
Il retourne ensuite en Autriche, à Graz, pour y exercer son ministère. Il se dévoue à ses élèves, aux familles pauvres et aux chômeurs.

## Opposition au nazisme
Il rejette résolument le national-socialisme  et son idéologie et ne se cache pas. En mars 1938 (l'annexion de l'Autriche ayant eu lieu le 12 mars), il refuse de faire le salut hitlérien dans l'école secondaire privée du Marieninstitut de Graz, et il refuse le port de la croix gammée. Les dirigeants de l'ordre percevaient ces actions démonstratives comme un danger pour leur communauté religieuse et l'école, et essayaient de s'entendre avec les nouveaux dirigeants.
En octobre 1938, la Gestapo lui interdit d'enseigner la religion, et en décembre de cette même année, il est obligé de s'expatrier, après avoir défendu le pape contre les attaques des nazis.
Il se retrouve à Bordeaux, puis en Espagne franquiste, où son opposition aux thèses du national-socialisme lui valent d'être incompris de beaucoup.
C'est alors qu'il fut abusé par deux personnes, feignant de fuir la persécution antisémite, qui lui demandèrent son aide pour regagner la France occupée. C'était en réalité des agents nazis qui le suivaient depuis qu'il avait quitté l'Autriche. Il est alors arrêté à Hendaye et emmené en captivité à Berlin. Là, en juillet 1943, il est condamné à mort et guillotiné le 13 août dans la prison de Plötzensee.
Sa dépouille mortelle fut livrée à l'Institut d'anatomie de l'université, de peur que ses funérailles ne fournissent l'occasion d'une protestation contre le régime.
L'unique relique, son anneau de profession est conservé au centre de formation marianiste de Griesinghof 

## Après la guerre
Le 26 juin 1987, le procès de béatification du Père Gapp s'ouvre à Vienne. 37 témoins ont été interrogés. En 1987, les dossiers furent remis à la Congrégation vaticane pour la cause des saints.
Mort In odium fidei Jacob Gapp est proclamé martyr de la foi et il est béatifié le 24 novembre 1996 à Rome par le pape Jean-Paul II.

## Mémoire liturgique et fête
Sa mémoire liturgique et sa fête sont fixés au 13 août.

## Lettre d'adieux
La dernière lettre du Jakob Gapp à son supérieur, quelques heures avant de mourir :

« Au Père François-Joseph Jung Nivelles (Belgique) Berlin Plötzensee, le 13 août 1943 Vénéré et cher Monsieur le Supérieur, Peu d’heures avant ma mort, j’éprouve le besoin de prendre également congé de vous. J’ai été condamné à mort pour trahison, le 2 juillet, en la fête du Sacré-Cœur. L’exécution aura lieu ce soir à 7 heures. Pendant le temps de ma captivité, depuis le 9 novembre de l’année dernière, j’ai eu amplement le temps de réfléchir sur ma vie. De tout cœur, je vous remercie de tout le bien que vous m’avez fait depuis que je vous connais. Je me considère toujours comme membre de la Société de Marie ; je renouvelle mes vœux et m’offre à Dieu par les mains de notre chère Mère du ciel. Pardonnez-moi les ennuis que j’ai pu vous causer. J’ai passé par des moments très difficiles, mais maintenant je suis parfaitement heureux. Je pense que ces temps difficiles ont pu me sanctifier. Veuillez saluer tous mes confrères de ma part. Je saluerai ceux qui sont déjà dans l’au-delà. Tout passe, sauf le ciel. Le 13 août 1920, je commençais mon noviciat, la plus belle année de ma vie. Aujourd’hui (13 août 1943), j’espère pouvoir commencer la vie d’éternité bienheureuse. Adieu ! Priez pour moi. Je prie pour vous. Nous nous reverrons ! Bien vôtre et très reconnaissant, en J.M.J. Jakob RIP »

— José María Salaverri, Jakob Gapp, Éditions Saint-Augustin, 248 p.

## Sources
- Osservatore Romano, 1996, no 48, p. 2-3 et no 49, p. 9.
- Documentation Catholique, 1997, no 1, p. 1-2.
- Prions en Église, no 260, page 17, Éditions Bayard
- Magnificat, no 69, page 167.